# Bassania amethystata
Bassania amethystata là một loài bướm đêm trong họ Geometridae.